# نژارکا
نژارکا (به انگلیسی: Nežárka) رودخانه‌ای است که در جمهوری چک جریان دارد.